# Platyla foliniana
Platyla foliniana es una especie de molusco gasterópodo de la familia Aciculidae en el orden de los Mesogastropoda.

## Distribución geográfica
Se encuentra en Francia e Italia. 

## Hábitat
Su hábitat natural son: Bosques templados.

## Estado de conservación
Se encuentra amenazada de extinción por la pérdida de su hábitat natural.